# Grand Prix E3 2017
La 60e édition du Grand Prix E3 (officiellement Record Bank E3 Harelbeke 2017) a lieu le 24 mars 2017. Elle fait partie du calendrier UCI World Tour 2017 en catégorie 1.UWT et constitue sa onzième épreuve.

## Parcours
Le Grand Prix E3 commence dans le centre de Harelbeke et se déplace à l'Est à son point le plus oriental à Ninove après 67 km, avant de tourner à l'Ouest et de parcourir les monts des Ardennes flamandes, avec quinze ascensions classées. Les monts sont respectivement le Kattenberg (nl), La Houppe, le Kruisberg, la Côte de Trieu, l'Hotondberg (nl), le Kortekeer (nl), le Taaienberg, le Boigneberg (nl), l'Eikenberg, le Stationsberg (nl), le Kapelberg (nl), le Paterberg, le Vieux Quaremont, le Karnemelkbeekstraat et le Tiegemberg. Le Tiegemberg, la dernière montée de la journée, est situé à 20 km de l'arrivée. La distance totale est 206,1 km.
Quinze monts sont au programme de cette édition, dont certains recouverts de pavés :
| Mont | Nom                 | Km    | Revêtement     | Longueur (m) | Pente moyenne | Pente maxi | Km de l'arrivée |
| ---- | ------------------- | ----- | -------------- | ------------ | ------------- | ---------- | --------------- |
| 1    | Kattenberg (nl)     | 29,0  | asphalte       | 600          | 6,7 %         | 8 %        | 177,1           |
| 2    | La Houppe           | 93,2  | asphalte       | 3 440        | 3,32 %        | 10 %       | 112,9           |
| 3    | Kruisberg           | 109,5 | asphalte/pavés | 800          | 4,8 %         | 9 %        | 96,6            |
| 4    | Côte de Trieu       | 117,4 | asphalte       | 1 530        | 5 %           | 13,3 %     | 88,7            |
| 5    | Hotondberg (nl)     | 121,3 | asphalte       | 1 200        | 4 %           | 8 %        | 84,8            |
| 6    | Kortekeer (nl)      | 128,4 | asphalte       | 1 000        | 6,4 %         | 17 %       | 77,7            |
| 7    | Taaienberg          | 133,3 | pavés          | 650          | 9,5 %         | 18 %       | 72,8            |
| 8    | Boigneberg (nl)     | 139,6 | asphalte       | 2 180        | 5,8 %         | 15 ?       | 66,5            |
| 9    | Eikenberg           | 144,1 | pavés          | 1 200        | 5,5 %         | 11 %       | 62,0            |
| 10   | Stationsberg (nl)   | 149,5 | pavés          | 460          | 3,2 %         | 5,7 %      | 56,6            |
| 11   | Kapelberg (nl)      | 159,5 | asphalte       | 900          | 4 %           | 7 %        | 46,6            |
| 12   | Paterberg           | 164,4 | pavés          | 700          | 12 %          | 20 %       | 41,7            |
| 13   | Vieux Quaremont     | 167,2 | pavés          | 2 220        | 4,2 %         | 11 %       | 38,9            |
| 14   | Karnemelkbeekstraat | 175   | asphalte       | 1 530        | 4,9 %         | 7,3 %      | 31,1            |
| 15   | Tiegemberg          | 186,1 | asphalte       | 1 000        | 6,5 %         | 9 %        | 20              |

En plus des traditionnels monts, il y a cinq secteurs pavés :
| Secteur | Nom              | Km    | Longueur (m) | Km de l'arrivée |
| ------- | ---------------- | ----- | ------------ | --------------- |
| 1       | Beaucarnestraat  | 28,8  | 1 200        | 177,3           |
| 2       | Holleweg (nl)    | 30,8  | 1 500        | 175,3           |
| 3       | Paddestraat      | 42,3  | 2 300        | 163,8           |
| 4       | Mariaborrestraat | 150,2 | 2 000        | 55,9            |
| 5       | Varentstraat     | 182,6 | 1 500 ?      | 23,5            |

## Équipes
| WorldTeams (18)- AG2R La Mondiale - Astana - Bahrain-Merida - BMC Racing Team - Bora-Hansgrohe - Cannondale-Drapac - Dimension Data - FDJ - Katusha-Alpecin - Lotto-Soudal - Lotto NL-Jumbo - Movistar Team - Orica-Scott - Quick-Step Floors - Sky - Team Sunweb - Trek-Segafredo - UAE Team Emirates Équipes continentales professionnelles (7)- Direct Énergie - Gazprom-RusVelo - Roompot-Nederlandse Loterij - Sport Vlaanderen-Baloise - Verandas Willems-Crelan - Wanty-Groupe Gobert - WB-Veranclassic-Aqua Protect |
| |

## Déroulement de la course
Plusieurs chutes interviennent en début de course. L'une d'entre elles cause l'abandon de Tony Gallopin (Lotto-Soudal). Laurens De Vreese (Astana), Alexis Gougeard (AG2R La Mondiale), Taco van der Hoorn (Roompot), Christophe Masson (WB-Veranclassic-Aqua Protect), David Per (Bahrain-Merida) et Gijs Van Hoecke (Lotto NL-Jumbo) parviennent à former une échappée durant la deuxième heure de course et prennent une avance de près de cinq minutes. Tom Van Asbroeck (Cannondale-Drapac) et Mickael Delage (FDJ), rejoints ensuite par Dries De Bondt (Veranda's Willems) s'intercalent entre ce groupe et le peloton.
Dans le Taaienberg, Tom Boonen (Quick Step) attaque, mais est marqué par Daniel Oss (BMC). Son coéquipier Philippe Gilbert contre-attaque et emmène avec lui Greg Van Avermaet (BMC), Oliver Naesen (AG2R) et Lukas Postlberger (Bora-Hansgrohe). Ils rattrapent le trio intercalé à 66 km de l'arrivée au 	Boigneberg. Sep Vanmarcke (Cannondale-Drapac) et Luke Durbridge (Orica-Scott) rejoignent ce groupe, qui perd Van Asbroeck, Delage et De Bondt à l'Eikenberg. Désormais composé de six coureurs, ce groupe rattrape les six échappés à 59km, formant un nouveau groupe de douze coureurs, comptant alors 48 secondes d'avance sur le peloton. Dans le peloton, Peter Sagan tente plusieurs fois de faire la jonction mais est marqué par les équipes représentées à l'avant de la course. Une chute à 42 km puis des problèmes techniques le retardent et l'écartent définitivement de la lutte pour la victoire.
Les coureurs membres de la première échappée, à l'exception de De Vreese, ne parviennent pas à rester dans le groupe de tête qui accroit son avance. Dans le Vieux Quaremont, Naesen accélère. Seuls Gilbert et Van Avermaet le suivent. Ces trois coureurs coopèrent bien, malgré une attaque de Gilbert dans le Tiegemberg, et creusent une avance confortable, jusqu'à deux minutes à trois kilomètres de l'arrivée.
Dans le final, Gilbert, en tête, observe Van Avermaet et Naesen placés derrière lui. Naesen attaque trop tôt. Il est dépassé par Van Avermaet qui bat Gilbert au sprint.
C'est la deuxième victoire de Van Avermaet dans une classique cette saison, après le Circuit Het Nieuwsblad en février. Elle lui permet de prendre la tête du classement individuel de l'UCI World Tour, avec 998 points, aux dépens de Peter Sagan (880 points), désormais deuxième. Quick-Step Floors conserve la première place acquise deux jours plus tôt lors de À travers les Flandres.

## Classements

### Classement final
.
| \| Classement général \| Classement général \| Classement général \| Classement général \| Classement général \| \| Coureur \| Coureur \| Pays \| Équipe \| Temps \| \| ------------------ \| ------------------- \| ------------------ \| ------------------ \| ------------------ \| \| 1er \| Greg Van Avermaet \| Belgique \| BMC Racing Team \| 4 h 48 min 17 s \| \| 2e \| Philippe Gilbert \| Belgique \| Quick-Step Floors \| + 0 s \| \| 3e \| Oliver Naesen \| Belgique \| AG2R La Mondiale \| + 0 s \| \| 4e \| Luke Durbridge \| Australie \| Orica-Scott \| + 40 s \| \| 5e \| Lukas Pöstlberger \| Autriche \| Bora-Hansgrohe \| + 41 s \| \| 6e \| Michael Valgren \| Danemark \| Astana \| + 52 s \| \| 7e \| Sonny Colbrelli \| Italie \| Bahrain-Merida \| + 52 s \| \| 8e \| Tom Boonen \| Belgique \| Quick-Step Floors \| + 52 s \| \| 9e \| Dylan van Baarle \| Pays-Bas \| Cannondale-Drapac \| + 52 s \| \| 10e \| Alberto Bettiol \| Italie \| Cannondale-Drapac \| + 52 s \| \| 11e \| Fabio Felline \| Italie \| Trek-Segafredo \| + 52 s \| \| 12e \| Jens Keukeleire \| Belgique \| Orica-Scott \| + 52 s \| \| 13e \| John Degenkolb \| Allemagne \| Trek-Segafredo \| + 52 s \| \| 14e \| Tiesj Benoot \| Belgique \| Lotto-Soudal \| + 52 s \| \| 15e \| Luke Rowe \| Royaume-Uni \| Team Sky \| + 52 s \| \| 16e \| Sebastian Langeveld \| Pays-Bas \| Cannondale-Drapac \| + 52 s \| \| 17e \| Laurens De Vreese \| Belgique \| Astana \| + 52 s \| \| 18e \| Ignatas Konovalovas \| Lituanie \| FDJ \| + 52 s \| \| 19e \| Niki Terpstra \| Pays-Bas \| Quick-Step Floors \| + 52 s \| \| 20e \| Daniel Oss \| Italie \| BMC Racing Team \| + 52 s \| |                     |             |                   |                 |
| |                     |             |                   |                 |
| Source : ProCyclingStats |                     |             |                   |                 |
| Classement général |                     |             |                   |                 |
| Coureur | Coureur             | Pays        | Équipe            | Temps           |
| 1er | Greg Van Avermaet   | Belgique    | BMC Racing Team   | 4 h 48 min 17 s |
| 2e | Philippe Gilbert    | Belgique    | Quick-Step Floors | + 0 s           |
| 3e | Oliver Naesen       | Belgique    | AG2R La Mondiale  | + 0 s           |
| 4e | Luke Durbridge      | Australie   | Orica-Scott       | + 40 s          |
| 5e | Lukas Pöstlberger   | Autriche    | Bora-Hansgrohe    | + 41 s          |
| 6e | Michael Valgren     | Danemark    | Astana            | + 52 s          |
| 7e | Sonny Colbrelli     | Italie      | Bahrain-Merida    | + 52 s          |
| 8e | Tom Boonen          | Belgique    | Quick-Step Floors | + 52 s          |
| 9e | Dylan van Baarle    | Pays-Bas    | Cannondale-Drapac | + 52 s          |
| 10e | Alberto Bettiol     | Italie      | Cannondale-Drapac | + 52 s          |
| 11e | Fabio Felline       | Italie      | Trek-Segafredo    | + 52 s          |
| 12e | Jens Keukeleire     | Belgique    | Orica-Scott       | + 52 s          |
| 13e | John Degenkolb      | Allemagne   | Trek-Segafredo    | + 52 s          |
| 14e | Tiesj Benoot        | Belgique    | Lotto-Soudal      | + 52 s          |
| 15e | Luke Rowe           | Royaume-Uni | Team Sky          | + 52 s          |
| 16e | Sebastian Langeveld | Pays-Bas    | Cannondale-Drapac | + 52 s          |
| 17e | Laurens De Vreese   | Belgique    | Astana            | + 52 s          |
| 18e | Ignatas Konovalovas | Lituanie    | FDJ               | + 52 s          |
| 19e | Niki Terpstra       | Pays-Bas    | Quick-Step Floors | + 52 s          |
| 20e | Daniel Oss          | Italie      | BMC Racing Team   | + 52 s          |

## Liste des participants
- Liste de départ complète

| Légende | Légende                                                                    | Légende | Légende                                                    |
| ------- | -------------------------------------------------------------------------- | ------- | ---------------------------------------------------------- |
| Num     | Dossard de départ porté par le coureur sur ce Grand Prix E3                | Pos     | Position à l'arrivée de la course                          |
|         | Indique un maillot de champion national ou mondial, suivi de sa spécialité | NP      | Indique un coureur qui n'a pas pris le départ de la course |
| AB      | Indique un coureur qui n'a pas terminé la course                           | HD      | Indique un coureur qui a terminé la course hors des délais |

| Bora-Hansgrohe BOH             | Bora-Hansgrohe BOH        | Bora-Hansgrohe BOH |
| ------------------------------ | ------------------------- | ------------------ |
| Num                            | Coureur                   | Pos                |
| 1                              | Peter Sagan (SVK) (Route) | 108e               |
| 2                              | Erik Baška (SVK)          | 101e               |
| 3                              | Maciej Bodnar (POL)       | 102e               |
| 4                              | Marcus Burghardt (GER)    | 80e                |
| 5                              | Christoph Pfingsten (GER) | AB                 |
| 6                              | Lukas Pöstlberger (AUT)   | 5e                 |
| 7                              | Juraj Sagan (SVK)         | AB                 |
| 8                              | Aleksejs Saramotins (LAT) | AB                 |
| Directeur sportif : Jens Zemke |                           |                    |

| Quick-Step Floors QST                | Quick-Step Floors QST          | Quick-Step Floors QST |
| ------------------------------------ | ------------------------------ | --------------------- |
| Num                                  | Coureur                        | Pos                   |
| 11                                   | Tom Boonen (BEL)               | 8e                    |
| 12                                   | Philippe Gilbert (BEL) (Route) | 2e                    |
| 13                                   | Jack Bauer (NZL)               | AB                    |
| 14                                   | Iljo Keisse (BEL)              | 32e                   |
| 15                                   | Julien Vermote (BEL)           | 92e                   |
| 16                                   | Zdeněk Štybar (CZE)            | 53e                   |
| 17                                   | Niki Terpstra (NED)            | 19e                   |
| 18                                   | Matteo Trentin (ITA)           | 22e                   |
| Directeur sportif : Wilfried Peeters |                                |                       |

| Lotto-Soudal LTS                  | Lotto-Soudal LTS      | Lotto-Soudal LTS |
| --------------------------------- | --------------------- | ---------------- |
| Num                               | Coureur               | Pos              |
| 21                                | Tiesj Benoot (BEL)    | 14e              |
| 22                                | Kris Boeckmans (BEL)  | 98e              |
| 23                                | Moreno Hofland (NED)  | 88e              |
| 24                                | Nikolas Maes (BEL)    | AB               |
| 25                                | Jelle Wallays (BEL)   | 48e              |
| 26                                | Jasper De Buyst (BEL) | 31e              |
| 27                                | Rémy Mertz (BEL)      | 110e             |
| 28                                | Tony Gallopin (FRA)   | AB               |
| Directeur sportif : Herman Frison |                       |                  |

| BMC Racing BMC                    | BMC Racing BMC          | BMC Racing BMC |
| --------------------------------- | ----------------------- | -------------- |
| Num                               | Coureur                 | Pos            |
| 31                                | Greg Van Avermaet (BEL) | 1er            |
| 32                                | Silvan Dillier (SUI)    | 55e            |
| 33                                | Jempy Drucker (LUX)     | 47e            |
| 34                                | Martin Elmiger (SUI)    | 73e            |
| 35                                | Floris Gerts (NED)      | 84e            |
| 36                                | Loïc Vliegen (BEL)      | 40e            |
| 37                                | Manuel Quinziato (ITA)  | 95e            |
| 38                                | Daniel Oss (ITA)        | 20e            |
| Directeur sportif : Fabio Baldato |                         |                |

| Sky SKY                            | Sky SKY                 | Sky SKY |
| ---------------------------------- | ----------------------- | ------- |
| Num                                | Coureur                 | Pos     |
| 41                                 | Luke Rowe (GBR)         | 15e     |
| 42                                 | Ian Stannard (GBR)      | 56e     |
| 43                                 | Gianni Moscon (ITA)     | 62e     |
| 44                                 | Salvatore Puccio (ITA)  | AB      |
| 45                                 | Owain Doull (GBR)       | AB      |
| 46                                 | Christian Knees (GER)   | AB      |
| 47                                 | Danny van Poppel (NED)  | AB      |
| 48                                 | Łukasz Wiśniowski (POL) | 54e     |
| Directeur sportif : Servais Knaven |                         |         |

| AG2R La Mondiale ALM              | AG2R La Mondiale ALM     | AG2R La Mondiale ALM |
| --------------------------------- | ------------------------ | -------------------- |
| Num                               | Coureur                  | Pos                  |
| 51                                | Stijn Vandenbergh (BEL)  | 71e                  |
| 52                                | Oliver Naesen (BEL)      | 3e                   |
| 53                                | Julien Duval (FRA)       | 93e                  |
| 54                                | Alexis Gougeard (FRA)    | 78e                  |
| 55                                | Hugo Houle (CAN)         | 66e                  |
| 56                                | Nico Denz (GER)          | AB                   |
| 57                                | Nans Peters (FRA)        | 107e                 |
| 58                                | Gediminas Bagdonas (LTU) | AB                   |
| Directeur sportif : Julien Jurdie |                          |                      |

| Astana AST                          | Astana AST                  | Astana AST |
| ----------------------------------- | --------------------------- | ---------- |
| Num                                 | Coureur                     | Pos        |
| 61                                  | Laurens De Vreese (BEL)     | 17e        |
| 62                                  | Matti Breschel (DEN)        | AB         |
| 63                                  | Oscar Gatto (ITA)           | AB         |
| 64                                  | Andriy Grivko (UKR)         | AB         |
| 65                                  | Dmitriy Gruzdev (KAZ) (Clm) | 68e        |
| 66                                  | Alexey Lutsenko (KAZ)       | 51e        |
| 67                                  | Truls Engen Korsæth (NOR)   | AB         |
| 68                                  | Michael Valgren (DEN)       | 6e         |
| Directeur sportif : Lars Michaelsen |                             |            |

| Bahrain-Merida TBM                  | Bahrain-Merida TBM       | Bahrain-Merida TBM |
| ----------------------------------- | ------------------------ | ------------------ |
| Num                                 | Coureur                  | Pos                |
| 71                                  | Chun Kai Feng (TWN)      | AB                 |
| 72                                  | Niccolò Bonifazio (ITA)  | AB                 |
| 73                                  | Borut Božič (SLO)        | 25e                |
| 74                                  | Sonny Colbrelli (ITA)    | 7e                 |
| 75                                  | Iván García (ESP)        | 57e                |
| 76                                  | Jon Ander Insausti (ESP) | AB                 |
| 77                                  | David Per (SLO)          | AB                 |
| 78                                  | Luka Pibernik (SLO)      | 33e                |
| Directeur sportif : Tristan Hoffman |                          |                    |

| Cannondale-Drapac CDT             | Cannondale-Drapac CDT     | Cannondale-Drapac CDT |
| --------------------------------- | ------------------------- | --------------------- |
| Num                               | Coureur                   | Pos                   |
| 81                                | Sep Vanmarcke (BEL)       | 23e                   |
| 82                                | Tom Van Asbroeck (BEL)    | 76e                   |
| 83                                | Kristjan Koren (SLO)      | 79e                   |
| 84                                | Sebastian Langeveld (NED) | 16e                   |
| 85                                | Thomas Scully (NZL)       | 59e                   |
| 86                                | Alberto Bettiol (ITA)     | 10e                   |
| 87                                | Dylan van Baarle (NED)    | 9e                    |
| 88                                | Ryan Mullen (IRL)         | AB                    |
| Directeur sportif : Ken Vanmarcke |                           |                       |

| FDJ                                | FDJ                             | FDJ |
| ---------------------------------- | ------------------------------- | --- |
| Num                                | Coureur                         | Pos |
| 91                                 | Marc Fournier (FRA)             | AB  |
| 92                                 | Mickaël Delage (FRA)            | 77e |
| 93                                 | Jacopo Guarnieri (ITA)          | AB  |
| 94                                 | Lorrenzo Manzin (FRA)           | AB  |
| 95                                 | Ignatas Konovalovas (LTU) (Clm) | 18e |
| 96                                 | Matthieu Ladagnous (FRA)        | 85e |
| 97                                 | Olivier Le Gac (FRA)            | 29e |
| 98                                 | Marc Sarreau (FRA)              | AB  |
| Directeur sportif : Martial Gayant |                                 |     |

| Movistar MOV                                   | Movistar MOV                | Movistar MOV |
| ---------------------------------------------- | --------------------------- | ------------ |
| Num                                            | Coureur                     | Pos          |
| 101                                            | Jorge Arcas (ESP)           | 86e          |
| 102                                            | Carlos Barbero (ESP)        | 39e          |
| 103                                            | Nuno Bico (POR)             | 94e          |
| 104                                            | Carlos Betancur (COL)       | AB           |
| 105                                            | Héctor Carretero (ESP)      | AB           |
| 106                                            | Antonio Pedrero López (ESP) | AB           |
| 107                                            | Dayer Quintana (COL)        | AB           |
| 108                                            | Jasha Sütterlin (GER)       | 41e          |
| Directeur sportif : José Vicente García Acosta |                             |              |

| Orica-Scott ORS                     | Orica-Scott ORS               | Orica-Scott ORS |
| ----------------------------------- | ----------------------------- | --------------- |
| Num                                 | Coureur                       | Pos             |
| 111                                 | Jens Keukeleire (BEL)         | 12e             |
| 112                                 | Roger Kluge (GER)             | AB              |
| 113                                 | Luke Durbridge (AUS)          | 4e              |
| 114                                 | Mathew Hayman (AUS)           | 37e             |
| 115                                 | Luka Mezgec (SLO)             | AB              |
| 116                                 | Christopher Juul Jensen (DEN) | 58e             |
| 117                                 | Mitchell Docker (AUS)         | AB              |
| 118                                 | Magnus Cort Nielsen (DEN)     | 24e             |
| Directeur sportif : Laurenzo Lapage |                               |                 |

| Dimension Data DDD                          | Dimension Data DDD                | Dimension Data DDD |
| ------------------------------------------- | --------------------------------- | ------------------ |
| Num                                         | Coureur                           | Pos                |
| 121                                         | Edvald B. Hagen (NOR) (Route/Clm) | 99e                |
| 122                                         | Nicolas Dougall (RSA)             | AB                 |
| 123                                         | Bernhard Eisel (AUT)              | AB                 |
| 124                                         | Tyler Farrar (USA)                | 65e                |
| 125                                         | Mark Renshaw (AUS)                | AB                 |
| 126                                         | Youcef Reguigui (ALG)             | AB                 |
| 127                                         | Jay Robert Thomson (RSA)          | AB                 |
| 128                                         | Scott Thwaites (GBR)              | 30e                |
| Directeur sportif : Jean-Pierre Heynderickx |                                   |                    |

| Katusha-Alpecin KAT                 | Katusha-Alpecin KAT      | Katusha-Alpecin KAT |
| ----------------------------------- | ------------------------ | ------------------- |
| Num                                 | Coureur                  | Pos                 |
| 131                                 | Alexander Kristoff (NOR) | 27e                 |
| 132                                 | Sven Erik Bystrøm (NOR)  | 100e                |
| 133                                 | Marco Haller (AUT)       | AB                  |
| 134                                 | Reto Hollenstein (SUI)   | 69e                 |
| 135                                 | Jenthe Biermans (BEL)    | AB                  |
| 136                                 | Tony Martin (GER)        | 21e                 |
| 137                                 | Michael Mørkøv (DEN)     | 72e                 |
| 138                                 | Nils Politt (GER)        | 70e                 |
| Directeur sportif : Torsten Schmidt |                          |                     |

| Lotto NL-Jumbo TLJ            | Lotto NL-Jumbo TLJ    | Lotto NL-Jumbo TLJ |
| ----------------------------- | --------------------- | ------------------ |
| Num                           | Coureur               | Pos                |
| 141                           | Lars Boom (NED)       | 96e                |
| 142                           | Twan Castelijns (NED) | 83e                |
| 143                           | Tom Leezer (NED)      | AB                 |
| 144                           | Robert Wagner (GER)   | AB                 |
| 145                           | Bram Tankink (NED)    | 45e                |
| 146                           | Jos van Emden (NED)   | 46e                |
| 147                           | Gijs Van Hoecke (BEL) | 43e                |
| 148                           | Maarten Wynants (BEL) | AB                 |
| Directeur sportif : Jan Boven |                       |                    |

| Sunweb SUN                      | Sunweb SUN                 | Sunweb SUN |
| ------------------------------- | -------------------------- | ---------- |
| Num                             | Coureur                    | Pos        |
| 151                             | Søren Kragh Andersen (DEN) | 75e        |
| 152                             | Roy Curvers (NED)          | AB         |
| 153                             | Bert De Backer (BEL)       | 81e        |
| 154                             | Ramon Sinkeldam (NED)      | 28e        |
| 155                             | Tom Stamsnijder (NED)      | AB         |
| 156                             | Mike Teunissen (NED)       | AB         |
| 157                             | Albert Timmer (NED)        | AB         |
| 158                             | Zico Waeytens (BEL)        | AB         |
| Directeur sportif : Rudie Kemna |                            |            |

| Trek-Segafredo TFS             | Trek-Segafredo TFS   | Trek-Segafredo TFS |
| ------------------------------ | -------------------- | ------------------ |
| Num                            | Coureur              | Pos                |
| 161                            | Jasper Stuyven (BEL) | AB                 |
| 162                            | Marco Coledan (ITA)  | AB                 |
| 163                            | John Degenkolb (GER) | 13e                |
| 164                            | Koen de Kort (NED)   | 35e                |
| 165                            | Fabio Felline (ITA)  | 11e                |
| 166                            | Mads Pedersen (DEN)  | 90e                |
| 167                            | Grégory Rast (SUI)   | AB                 |
| 168                            | Fumiyuki Beppu (JPN) | AB                 |
| Directeur sportif : Dirk Demol |                      |                    |

| UAE Emirates UAD                 | UAE Emirates UAD           | UAE Emirates UAD |
| -------------------------------- | -------------------------- | ---------------- |
| Num                              | Coureur                    | Pos              |
| 171                              | Simone Consonni (ITA)      | 97e              |
| 172                              | Filippo Ganna (ITA)        | AB               |
| 173                              | Marko Kump (SLO)           | AB               |
| 174                              | Vegard Stake Laengen (NOR) | 63e              |
| 175                              | Marco Marcato (ITA)        | 64e              |
| 176                              | Sacha Modolo (ITA)         | 26e              |
| 177                              | Oliviero Troia (ITA)       | AB               |
| 178                              | Federico Zurlo (ITA)       | AB               |
| Directeur sportif : Mario Scirea |                            |                  |

| Sport Vlaanderen-Baloise SVB          | Sport Vlaanderen-Baloise SVB | Sport Vlaanderen-Baloise SVB |
| ------------------------------------- | ---------------------------- | ---------------------------- |
| Num                                   | Coureur                      | Pos                          |
| 181                                   | Piet Allegaert (BEL)         | AB                           |
| 182                                   | Aimé De Gendt (BEL)          | 112e                         |
| 183                                   | Benjamin Declercq (BEL)      | AB                           |
| 184                                   | Eliot Lietaer (BEL)          | 74e                          |
| 185                                   | Thomas Sprengers (BEL)       | 50e                          |
| 186                                   | Dries Van Gestel (BEL)       | AB                           |
| 187                                   | Kenneth Van Rooy (BEL)       | 87e                          |
| 188                                   | Preben Van Hecke (BEL)       | AB                           |
| Directeur sportif : Walter Planckaert |                              |                              |

| Verandas Willems-Crelan VWC               | Verandas Willems-Crelan VWC | Verandas Willems-Crelan VWC |
| ----------------------------------------- | --------------------------- | --------------------------- |
| Num                                       | Coureur                     | Pos                         |
| 191                                       | Stijn Devolder (BEL)        | 44e                         |
| 192                                       | Sander Cordeel (BEL)        | 103e                        |
| 193                                       | Dries De Bondt (BEL)        | AB                          |
| 194                                       | Gaëtan Bille (BEL)          | AB                          |
| 195                                       | Huub Duyn (NED)             | 49e                         |
| 196                                       | Elias Van Breussegem (BEL)  | AB                          |
| 197                                       | Stef Van Zummeren (BEL)     | AB                          |
| 198                                       | Otto Vergaerde (BEL)        | AB                          |
| Directeur sportif : Ivan De Schamphelaere |                             |                             |

| Wanty-Groupe Gobert WGG                      | Wanty-Groupe Gobert WGG        | Wanty-Groupe Gobert WGG |
| -------------------------------------------- | ------------------------------ | ----------------------- |
| Num                                          | Coureur                        | Pos                     |
| 201                                          | Guillaume Van Keirsbulck (BEL) | 36e                     |
| 202                                          | Frederik Backaert (BEL)        | 34e                     |
| 203                                          | Wesley Kreder (NED)            | AB                      |
| 204                                          | Yoann Offredo (FRA)            | AB                      |
| 205                                          | Simone Antonini (ITA)          | AB                      |
| 206                                          | Kevin Van Melsen (BEL)         | AB                      |
| 207                                          | Pieter Vanspeybrouck (BEL)     | AB                      |
| 208                                          | Jérôme Baugnies (BEL)          | AB                      |
| Directeur sportif : Hilaire Van der Schueren |                                |                         |

| WB-Veranclassic-Aqua Protect WVA     | WB-Veranclassic-Aqua Protect WVA | WB-Veranclassic-Aqua Protect WVA |
| ------------------------------------ | -------------------------------- | -------------------------------- |
| Num                                  | Coureur                          | Pos                              |
| 211                                  | Ludwig De Winter (BEL)           | AB                               |
| 212                                  | Kevyn Ista (BEL)                 | 52e                              |
| 213                                  | Alex Kirsch (LUX)                | AB                               |
| 214                                  | Christophe Masson (FRA)          | AB                               |
| 215                                  | Lawrence Naesen (BEL)            | AB                               |
| 216                                  | Jimmy Duquennoy (BEL)            | AB                               |
| 217                                  | Ludovic Robeet (BEL)             | AB                               |
| 218                                  | Julien Stassen (BEL)             | AB                               |
| Directeur sportif : Thierry Marichal |                                  |                                  |

| Direct Énergie DEN                    | Direct Énergie DEN     | Direct Énergie DEN |
| ------------------------------------- | ---------------------- | ------------------ |
| Num                                   | Coureur                | Pos                |
| 221                                   | Sylvain Chavanel (FRA) | 61e                |
| 222                                   | Romain Cardis (FRA)    | 89e                |
| 223                                   | Ryan Anderson (CAN)    | AB                 |
| 224                                   | Bryan Coquard (FRA)    | 42e                |
| 225                                   | Antoine Duchesne (CAN) | 60e                |
| 226                                   | Julien Morice (FRA)    | 106e               |
| 227                                   | Adrien Petit (FRA)     | AB                 |
| 228                                   | Alexandre Pichot (FRA) | 109e               |
| Directeur sportif : Dominique Arnould |                        |                    |

| Gazprom-RusVelo GAZ               | Gazprom-RusVelo GAZ       | Gazprom-RusVelo GAZ |
| --------------------------------- | ------------------------- | ------------------- |
| Num                               | Coureur                   | Pos                 |
| 231                               | Pavel Brutt (RUS)         | 111e                |
| 232                               | Igor Boev (RUS)           | 105e                |
| 233                               | Alexander Porsev (RUS)    | 104e                |
| 234                               | Ivan Savitskiy (RUS)      | AB                  |
| 235                               | Roman Maikin (RUS)        | AB                  |
| 236                               | Andrey Solomennikov (RUS) | AB                  |
| 237                               | Alexey Tsatevitch (RUS)   | 67e                 |
| 238                               | Nikolay Trusov (RUS)      | AB                  |
| Directeur sportif : Alexei Markov |                           |                     |

| Roompot-Nederlandse Loterij RNL       | Roompot-Nederlandse Loterij RNL | Roompot-Nederlandse Loterij RNL |
| ------------------------------------- | ------------------------------- | ------------------------------- |
| Num                                   | Coureur                         | Pos                             |
| 241                                   | Jesper Asselman (NED)           | AB                              |
| 242                                   | Berden de Vries (NED)           | AB                              |
| 243                                   | Pim Ligthart (NED)              | AB                              |
| 244                                   | Elmar Reinders (NED)            | 82e                             |
| 245                                   | Taco van der Hoorn (NED)        | 38e                             |
| 246                                   | Sjoerd van Ginneken (NED)       | 91e                             |
| 247                                   | Brian van Goethem (NED)         | AB                              |
| 248                                   | Coen Vermeltfoort (NED)         | AB                              |
| Directeur sportif : Michel Cornelisse |                                 |                                 |